# Wojciech Wrochna
Wojciech Grzegorz Wrochna (ur. 31 sierpnia 1978 w Radomiu) – polski prawnik specjalizujący się w prawie energetycznym oraz prawie europejskim, doktor nauk prawnych, sekretarz stanu w Ministerstwie Przemysłu (od 2024).

## Życiorys
Syn Andrzeja i Krystyny. Absolwent Wydziału Prawa i Administracji Uniwersytetu Śląskiego (2003), gdzie ukończył również studia doktoranckie (2014). Studiował na Uniwersytecie Roberta Schumana w Strasburgu, uzyskując specjalizację z prawa międzynarodowego, europejskiego i porównawczego, oraz w Międzynarodowym Instytucie Uniwersyteckim w Luksemburgu, zdobywając tytuł LL.M. in European Litigation.
Specjalizuje się w obsłudze prawnej projektów energetycznych i infrastrukturalnych, w tym inwestycji w energetyce jądrowej, odnawialnych źródłach energii oraz technologii wodorowych. Doradzał w kwestiach prawnych przy takich projektach jak: Elektrownia Jądrowa, Baltic Pipe, Harmony Link czy Terminal LNG. Był partnerem w kancelarii prawnej Kochański & Partners oraz wiceprezesem zarządu Orlen Synthos Green Energy. Pracował także w Trybunale Sprawiedliwości Unii Europejskiej oraz Parlamencie Europejskim.
Jest autorem publikacji z zakresu prawa unijnego i energetycznego oraz współautorem komentarzy do Traktatu ustanawiającego Wspólnotę Europejską i Prawa Energetycznego. Prowadzi także działalność dydaktyczną jako wykładowca akademicki.
12 listopada 2024 premier Donald Tusk powołał go na stanowisko pełnomocnika rządu do spraw strategicznej infrastruktury energetycznej oraz na stanowisko sekretarza stanu w Ministerstwie Przemysłu.